# Myrcia camapuanensis
Myrcia camapuanensis är en myrtenväxtart som beskrevs av Nelson Jorge E. Silveira. Myrcia camapuanensis ingår i släktet Myrcia och familjen myrtenväxter. Inga underarter finns listade i Catalogue of Life.